# Olivada
L'olivada és una pasta per untar feta a base d'olives, en principi negres, trinxades amb oli d'oliva, sal i si es vol alguna espècia. S'utilitza per a untar en llesques de pa o de vegades per a afegir-la per exemple, a l'oli d'una amanida. Es poden usar olives arbequines, empeldre, argullol, etc. A l'Occitània mediterrània existeix una versió enriquida amb anxoves i tàperes que es diu tapenada, i d'altres versions, o també exactament igual, per la seva senzillesa, es poden trobar Itàlia i en general a tot el llarg de la mediterrània. El Josep Mercader, cuiner de l'Hotel Empordà, va anomenar gorum, una pasta similar, per suggeriment d'un client nord-americà, probablement inspirat en el garum, una preparació del temps dels romans. A França el terme olivade és una marca comercial registrada.